# بويس أفينيو (فرقة غنائية)
بويس أفينيو فرقة غنائية أمريكية من مدينة ساراسوتا بولاية فلوريدا جنوب غرب الولايات المتحدة ، بدأت الفرقة نشاطها عام 2004 كمجموعة من الهواة ولكن انطلاقتها الحقيقية كانت عام 2010 عندما تحولت الفرقة للأداء الاحترافي وبدأت في نشر أغانيها على موقع يوتيوب.
تتكون الفرقة من الإخوة أليخاندرو ودانييل وفابيان مانزانو ويشتهر أعضاء الفرقة بالعزف على آلات الإيتار والدرامز والبيانو على وجه الخصوص، كما تتميز الفرقة بإعادة أداء أغاني شهيرة ومعروفة عالمياً، حيث لاقت الفرقة شعبية واسعة وإستحسان بين المتابعين في أوروبا وأمريكا، حتى أن بعض أغانيها لاقت متابعة أكثر من الأغاني الاصلية نفسها.

من أشهر الأغاني التي غنتها الفرقة :
When I was your man
Thinking out of loud
Photograph
Heaven
Tears in heaven
All of me
Story of my life
Mirrors
Someone like you

## روابط خارجية
- بويس أفينيو على موقع ميوزك برينز (الإنجليزية)
- بويس أفينيو على موقع أول ميوزيك (الإنجليزية)
- بويس أفينيو على موقع ديسكوغز (الإنجليزية)